# Chiesa di San Francesco d'Assisi (Sessa Aurunca)
La chiesa di San Francesco d'Assisi è un luogo di culto cattolico di Baia Domizia, nel comune di Sessa Aurunca. È sede della parrocchia omonima, retta da padre Paolo D'Alessandro, il cui territorio parrocchiale abbraccia anche parte del comune di Cellole.

## Storia
La posa della prima pietra della chiesa avvenne nel 1973 e il completamento dei lavori nel 1975 su progetto dell'architetto Pietro Montini. Con bolla vescovile di Vittorio Maria Costantini datata 1º agosto 1968, la parrocchia a Baia Domizia fu eretta prima della costruzione della chiesa e trovò sede in due cappelle provvisorie: la prima nel condominio “Centro Negozi” e successivamente sotto ai portici del condominio Tamerici. La chiesa, consacrata poi da Costantini il 24 agosto 1975, è affiancata dal convento dei francescani dell'Ordine dei frati minori conventuali.

## Descrizione

### Esterno
La facciata a capanna asimmetrica della chiesa, di colore bianco, presenta un portico con architravi in legno ad angolo retto che anticipano il soffitto dell'aula, a tetto spiovente, e collegano i quattro pilastri rotondi di cemento. Sul portale d'ingresso, decentrato rispetto alla facciata, vi è una grande vetrata, identica a quella della parete del presbiterio, che illumina l'interno.

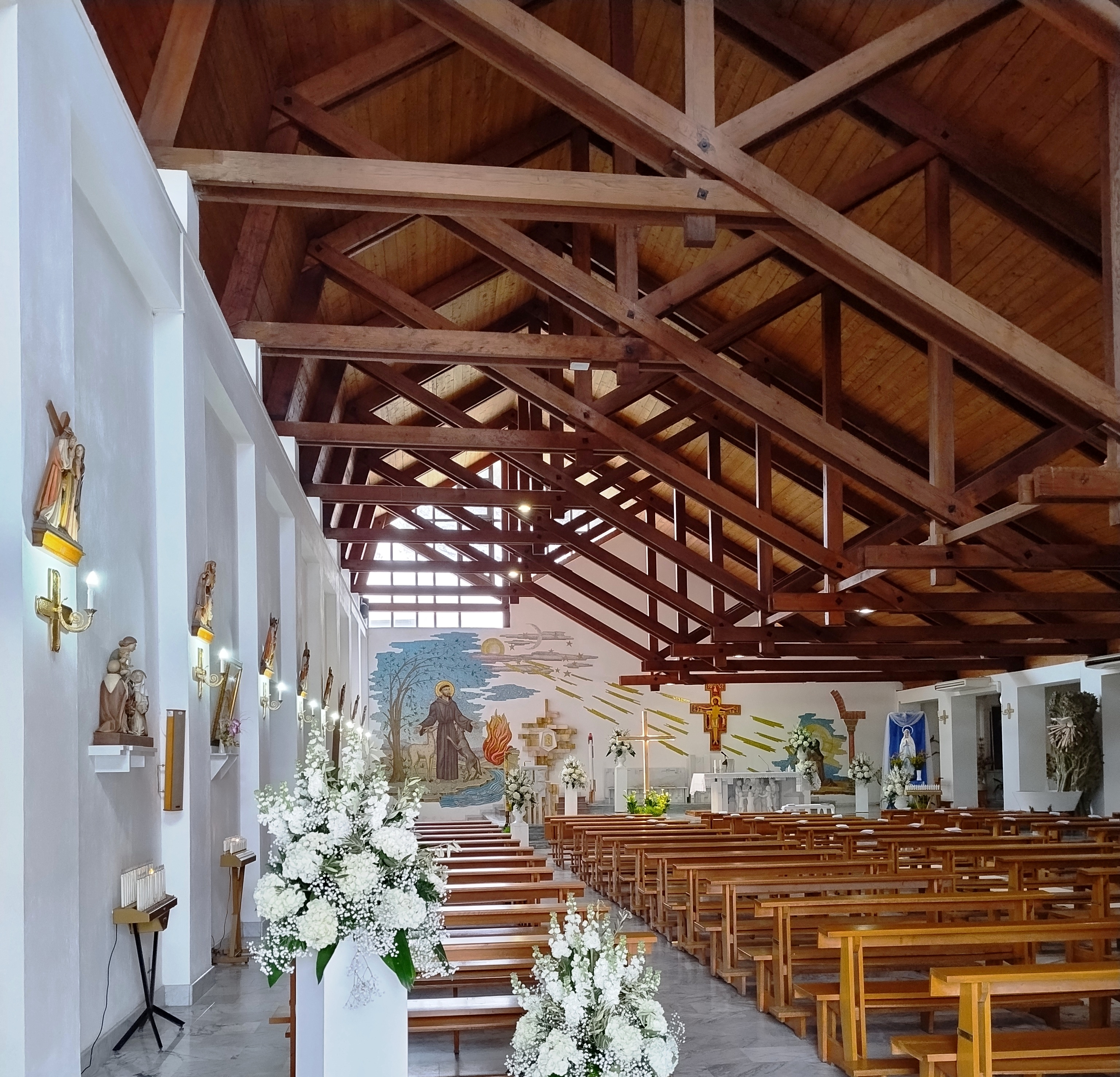
Interno

### Interno
L'interno dell'edificio si compone di un'unica navata con il pavimento in marmo “madielle”. La zona del presbiterio, in marmo verde cipollino, rialzata di tre gradini rispetto alla navata, ha l'altare in marmo di Carrara. Sul lato sinistro del presbiterio è posto l'ambone in marmo policromo, che ha sulla facciata i simboli dei quattro evangelisti in marmo bianco di Carrara; mentre sul lato destro, ai piedi del presbiterio, vi è il fonte battesimale, in marmi policromi. Alle spalle del fonte battesimale troviamo un artistico presepe napoletano. Sulla parete del presbiterio, in corrispondenza dell'altare, è posta la sede presidenziale in marmo di Carrara. Sulla parete a sinistra, salendo tre gradini, è collocato il tabernacolo in marmo di Carrara e marmi policromi. Sulla parete bianca del presbiterio campeggia un mosaico frammentato di san Francesco d'Assisi con la raffigurazione del Cantico delle creature. Da esso partono, sempre in mosaico, i raggi dorati del sole, che attraversano, in diagonale, tutta la parete per raggiungere una riproduzione del Crocifisso di san Damiano e il mosaico di santa Chiara d'Assisi, in basso a destra. Attraverso due gradini si accede alla cappella di san Francesco con una statua del XX secolo. A sinistra della porta d'ingresso, vi è un piccolo atrio, dove sulla parete destra c'è una croce lignea con al centro il Volto di Gesù in bronzo. L'atrio introduce sia all'uscita laterale della chiesa che alla cappella dell'Immacolata Concezione in cui viene celebrata l'Eucaristia nei giorni feriali. Questa ha un altare mensa in marmo di Carrara. Dietro l'altare, addossata alla parete, vi è la sede del celebrante, in marmo rosa del Portogallo e verde cipollino; sopra di essa troviamo il mosaico dell'Immacolata con ai lati, inginocchiati, san Massimiliano Maria Kolbe e sant'Antonio di Padova.